# Константиновка (Туймазинский район)
Константи́новка (баш. Константиновка) — село в Туймазинском районе Башкортостана, входит в состав Николаевского сельсовета.

## Географическое положение
Расстояние до:
- районного центра (Туймазы): 32 км,
- центра сельсовета (Николаевка): 7 км,
- ближайшей ж/д станции (Кандры): 32 км.

## Население
| 2002 | 2009 | 2010 |
| ---- | ---- | ---- |
| 165  | ↘132 | ↗140 |

### Национальный состав
Согласно переписи 2002 года, преобладающая национальность — русские (83 %).

## Известные уроженцы
- Лысенков, Алексей Максимович (1916—1945) — советский военнослужащий, лейтенант, Герой Советского Союза[5].